# 蕭賀碩
蕭賀碩（Shuo Hsiao，1977年7月14日—），台灣創作歌手與音樂製作人。臺北醫學大學醫學檢驗暨生物技術學系畢業，考取醫檢師執照並曾任醫檢師半年。2000年進入華納音樂，從製作助理、執行製作、製作企劃，一路晉升至製作人。曾參與孫燕姿、蔡健雅、張惠妹等歌手的製作案。
2006年為華視偶像劇《我們結婚吧》創作主題曲〈我愛你〉，獲得廣大迴響。在前輩的鼓勵下，2007年1月17日發行獨立製作的首張個人專輯《碩一碩的流浪地圖》，並獲得第19屆金曲獎最佳新人獎。從幕後到幕前，開拓了創作歌手的視野。2008年7月發行EP《三十…飛》，於年底組成蕭賀碩與冷笑話樂團（Shuo & Cool Humour），至紐約遊學。這一趟旅程打開更多可能與自覺，並決定將原本的英文名字Debbie改為本名Shuo。2009年發行《Stay》專輯，《音響論壇月刊》選為華語百選。開始來往紐約與台灣之間。2011年發行EP《Good night, I love you》。2013年3月發行《Musicians繆思 尋》專輯，以〈Musicians〉一曲獲得第25屆金曲獎最佳作曲獎、樂團獲最佳編曲提名，金音獎最佳創作歌手/ 最佳爵士單曲/ 最佳專輯提名、Bass手江力平獲最佳樂手提名。2016年以〈呷飽未〉獲第27屆金曲獎單曲製作人提名。開始拓展海外可能，參與芬蘭A-pop castle創作營。2017年受陳建騏之邀，協助江美琪及戴愛玲的專輯製作。參與YouTube協辦之巴黎創作營。

## 事件
2017年7月8日，蕭賀碩與排灣族創作歌手巴奈應中華民國總統府邀請於總統府開放參觀日上台演出，演出至第三首歌時拿出「原住民族轉型正義小教室」標語毛巾「沒有人是局外人」，被總統府人員要求撤下毛巾，甚至表演結束後想要參觀總統府還被拒絕。。總統府回應，當時總統府工作人員並未阻止歌手掛出布條標語、並未要求歌手取下布條標語、並未中斷演出，而是告知領團經紀人相關規定，提醒是否不要再有與表演無關的活動；隨後經紀人在歌曲結束後上台，與歌手共同取下布條標語。

## 音樂作品

### 錄音室專輯
| 發行日期      | 發行公司 | 名稱                          |
| ------------- | -------- | ----------------------------- |
| 2007年1月17日 | 華納音樂 | 碩一碩的流浪地圖 (Shuo's Map) |
| 2009年5月22日 | 亞神音樂 | STAY                          |
| 2013年3月28日 | 亞神音樂 | 繆思尋                        |

### EP
| 發行日期      | 發行公司 | 名稱                    |
| ------------- | -------- | ----------------------- |
| 2008年7月7日  | 亞神音樂 | 三十...飛 (30...flying) |
| 2011年3月31日 | 亞神音樂 | Good night, I love you  |

### 單曲
| 發行日期      | 發行公司   | 名稱     | 收錄專輯         |
| ------------- | ---------- | -------- | ---------------- |
| 2012年8月     | 大宇宙音樂 | 溫柔鋼鐵 | 宇珩《溫柔鋼鐵》 |
| 2013年12月4日 | 禾廣娛樂   | 蘭嶼的藍 | 不核作           |
| 2015年9月8日  | 禾廣娛樂   | 呷飽未   | 台灣美樂地       |

## 詞曲創作

### 作曲
- 〈相信〉孫燕姿《我要的幸福》專輯
- 〈未來〉鄭秀文《完整》專輯
- 〈捨得〉鄭秀文《捨得》專輯
- 〈因為愛上了〉楊千嬅《揚眉》專輯
- 〈come with me〉林曉培《精選輯》
- 〈末路狂花〉魏如萱《末路狂花》專輯（與魏如萱、韓立康合寫）

### 作詞
- 〈年輕無極限〉孫燕姿《神奇》專輯
- 〈懶得去管〉孫燕姿《THE MOMENT精選集》
- 〈需要你〉孫燕姿《逆光》
- 〈優先權〉蔡健雅《雙棲動物》專輯
- 〈心電感應〉蜜雪薇琪《kiss》專輯
- 〈親愛的世界〉江美琪《親愛的世界》專輯
- 〈You and me〉林志玲 首支公益單曲

### 作詞作曲
- 〈不公平〉：八大綜合台電視劇《斗鱼》主題曲 （兼任製作人）
- 〈溫暖的淚〉：鄭秀文《美麗的誤會》專輯
- 〈流浪地圖〉：孫燕姿《完美的一天》專輯
- 〈사랑해요我愛你〉：TVBS-G電視劇《我們結婚吧》主題曲 （兼任主唱、製作人）

## 配音
- 2015 〈大地的孩子－小石虎返家之路〉（中文完整版，蕭賀碩配音）

## 獎項紀錄
| 年份   | 頒獎典禮     | 獎項             | 作品                       | 結果 |
| ------ | ------------ | ---------------- | -------------------------- | ---- |
| 2008年 | 第19屆金曲獎 | 最具潛力新人獎   | 蕭賀碩《碩一碩的流浪地圖》 | 獲獎 |
| 2014年 | 第25届金曲獎 | 最佳作曲人獎     | 蕭賀碩〈Musicians〉        | 獲獎 |
| 2014年 | 第25届金曲獎 | 最佳編曲人獎     | 蕭賀碩〈Musicians〉        | 提名 |
| 2016年 | 第27屆金曲獎 | 最佳單曲製作人獎 | 蕭賀碩〈呷飽未〉           | 提名 |
| 2024年 | 第35屆金曲獎 | 最佳專輯製作人獎 | 邱淑蟬《繭的形狀》         | 提名 |

## 為其他歌手、樂團製作
| 孫燕姿                    | 完美的一天                 | 〈流浪地圖〉（與黃韻仁共同製作）     |      |              |
| 戴愛玲                    | 了不起寂寞                 | 〈身體說〉〈我不疼〉                 |      |              |
| 江美琪                    | 親愛的世界                 | 〈親愛的世界〉〈追雨〉〈跟自己說話〉 |      |              |
| 廖文強                    | 活著是對命運最好的反抗     | 〈適得其所的悲傷〉                   |      |              |
| MAFANA、鐵擊、鹿比 ∞ 吠陀 | 富邦Homie Party共創曲      | 〈迷走〉                             |      |              |
| 戴愛玲                    | 失物招領 巴古慕            | 整張專輯製作                         |      |              |
| 淺堤                      | 婚禮之途                   | 整張專輯製作                         |      |              |
| 巴奈                      | 愛，不到                   | 整張專輯製作                         | 夜婆 | 整張配唱製作 |
| 洪佩瑜                    | 明室                       | 〈你是自由的〉                       |      |              |
| 侑彤                      | 光陰                       | 整張專輯製作                         |      |              |
| 邱淑蟬                    | 《繭的形狀 Shape Of Life》 | 整張專輯製作                         |      |              |
| 鄭平                      | 簡單一句話                 | 多首配唱製作                         |      |              |

## 外部連結
- 蕭賀碩與冷笑話樂團Shuo& Cool Humor的Facebook專頁